# أوزوالد بورتون
أوزوالد بورتون (21 أغسطس 1874 في المملكة المتحدة - 4 يوليو 1944) (بالإنجليزية: Oswald Burton)‏ هو لاعب كريكت بريطاني وبريطاني (وحمل سابقاً جنسية المملكة المتحدة لبريطانيا العظمى وأيرلندا). لعب مع نادي مقاطعة ديربيشاير للكريكت ‏.